# Nouredine Smaïl
Pour les articles homonymes, voir Smail.
Nouredine Smaïl (né le 6 février 1987 à Relizane, en Algérie) est un athlète français, spécialiste des courses de fond.

## Biographie
Né en 1987 en Algérie, Nouredine Smaïl obtient la nationalité française en 2005. Il fait ses débuts sur la scène internationale à l'occasion des Championnats du monde junior 2006 de Pékin, se classant huitième de la finale du 5 000 mètres. La saison suivante, il s'adjuge le titre des Championnats d'Europe espoirs de Debrecen en 13 min 53 s 15. En début de saison 2008, Smaïl termine au pied du podium du 3 000 mètres de la Coupe d'Europe d'athlétisme en salle de Moscou. Il remporte cette même année le 5 000 m des Championnats de France Élite d'Albi en établissant un nouveau record personnel sur la distance en 13 min 38 s 22. 
Le 16 juillet 2009, Nouredine Smaïl décroche la médaille d'argent du 5 000 mètres lors des Championnats d'Europe espoirs d'athlétisme de Kaunas avec le temps de 13 min 59 s 23. Le 13 décembre 2009, il remporte le titre espoir des Championnats d'Europe de cross-country de Dublin et permet à l'équipe de France d'occuper la première place du classement par équipes. Il représente l'Europe lors de la Coupe continentale d'athlétisme 2010.
Il est licencié au club du Stade Olympique du Maine Athlétisme Le Mans. Il a été entraîné entre 2004 et 2011 par Ludovic Beaugrand.

## Palmarès

### International
| Date | Compétition                                    | Lieu     | Place | Épreuve    | Temps          |
| ---- | ---------------------------------------------- | -------- | ----- | ---------- | -------------- |
| 2006 | Championnats du monde junior                   | Pékin    | 8e    | 5 000 m    | 14 min 06 s 86 |
| 2007 | Championnats d'Europe espoirs                  | Debrecen | 1er   | 5 000 m    | 13 min 53 s 15 |
| 2009 | Championnats d'Europe espoirs                  | Kaunas   | 2e    | 5 000 m    | 13 min 59 s 23 |
| 2009 | Championnats d'Europe de cross-country espoirs | Dublin   | 1er   | Individuel | 25 min 11 s    |

### National
- Champion de France élite sur 5 000 m en 2008, 2009 et 2010 et 2013
- Champion de france de cross court en 2010, 2011 et 2012

## Records
| Épreuve         | Performance    | Lieu                  | Date            |
| --------------- | -------------- | --------------------- | --------------- |
| 1 500 m         | 3 min 47 s 6   | Saint-Maur-des-Fossés | 6 juillet 2006  |
| 3 000 m         | 7 min 53 s 34  | Monaco                | 28 juillet 2009 |
| 3 000 m steeple | 8 min 15 s 89  | Paris                 | 6 juillet 2013  |
| 5 000 m         | 13 min 26 s 67 | Palo Alto             | 28 avril 2013   |